# Việt Nam sử lược
Il Việt Nam sử lược (Hán tự: 越南史略, inglese Outline History of Vietnam) è stato il primo testo storiografico scritto con il Quốc ngữ, l'alfabeto vietnamita. L'autore è lo storico Trần Trọng Kim. 
Il Việt Nam sử lược tratta del periodo storico che va dalla Dinastia Hồng Bàng fino all'epoca dell'Indocina francese; il libro, pubblicato per la prima volta nel 1920 e in seguito ristampato numerose volte, è stato adottato fino al 1975 nelle scuole del Vietnam del Sud come testo scolastico di storia di base.  
Non va confuso con un altro testo vietnamita fondamentale, il Đại Việt sử lược.